# Johan Valckenaer

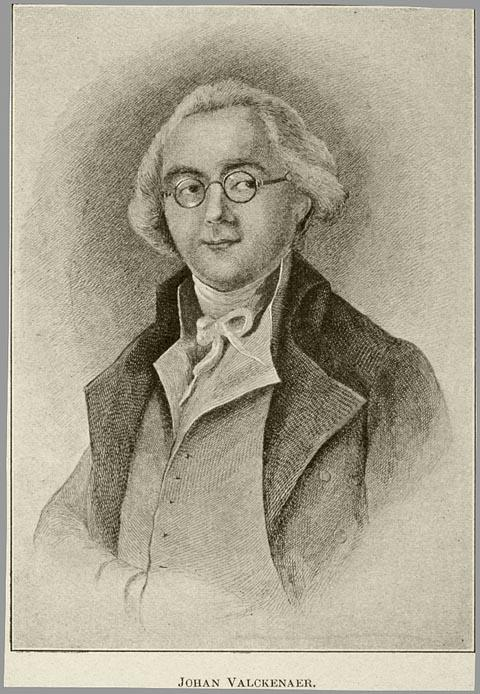
Johan Valckenaer

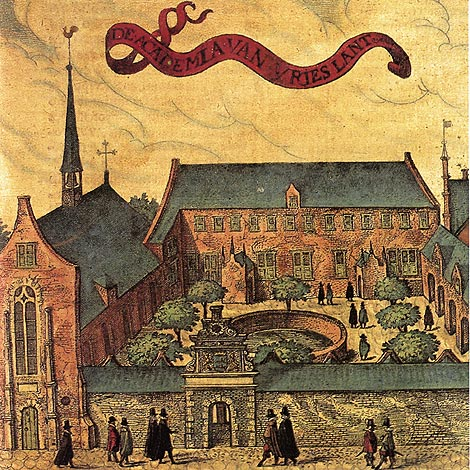
De academia van Vrieslant

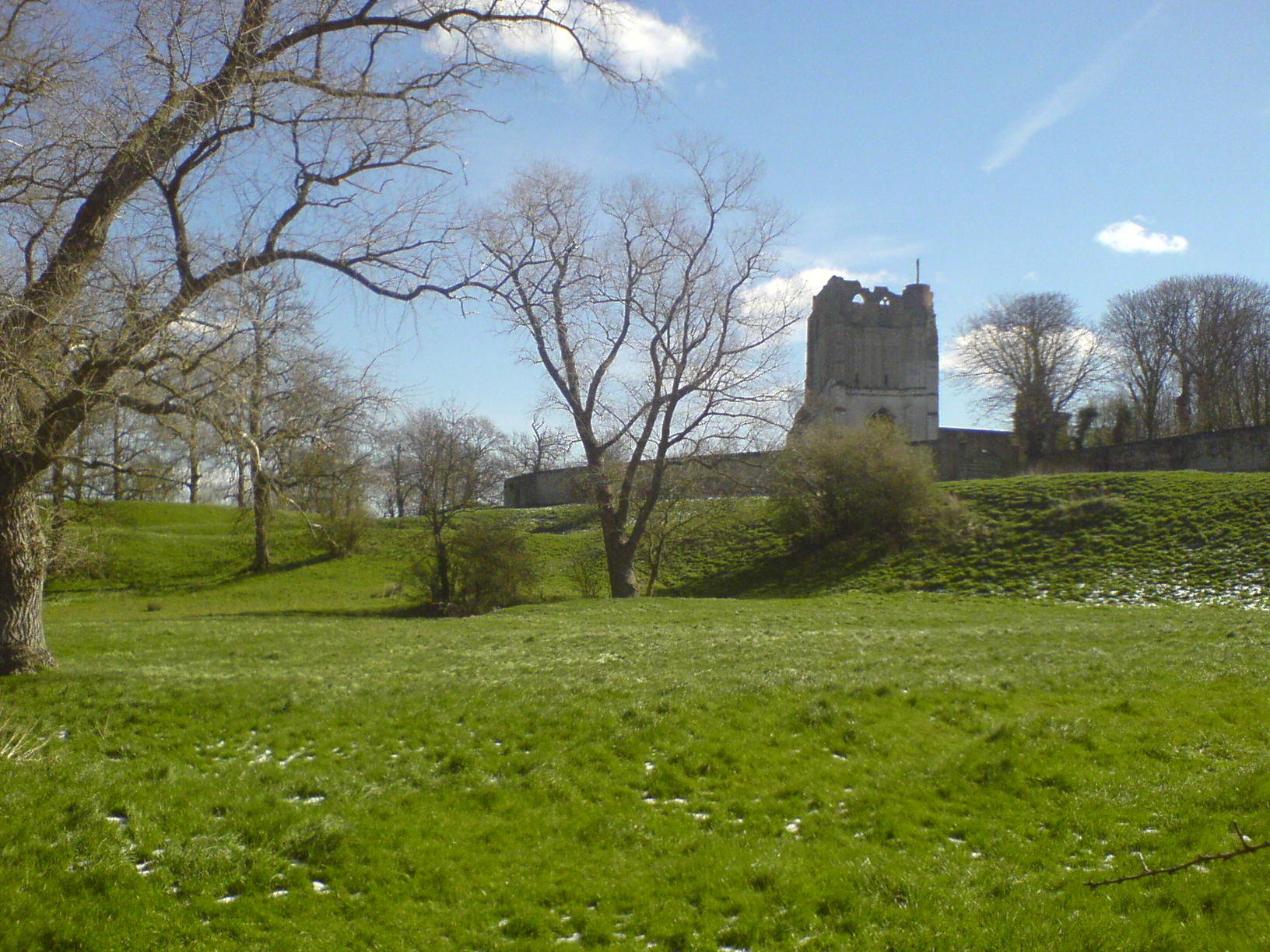
Restanten van de Abdij van Waten waar de commune gevestigd was

Johan Valckenaer (Franeker, 12 januari 1759 – Bennebroek, 25 januari 1821) was een Nederlands jurist, patriot en diplomaat.

## Biografie
Valckenaer werd geboren als zoon van Lodewijk Caspar Valckenaer, hoogleraar Grieks aan de Universiteit van Franeker, en Johanna van der Streng. In 1766 kreeg zijn vader een aanstelling in Leiden als opvolger van Tiberius Hemsterhuis. Johan verdiepte zich ondertussen in klassieke en Franse schrijvers zoals Voltaire en Rousseau. Hij promoveerde in 1781. Zijn familie was verwant met de Luzacs, uitgevers van een internationaal gerenommeerde krant Gazette de Leyde. Johan en Emilie Luzac waren respectievelijk zijn neef en nicht.
In 1782 werd Valckenaer benoemd aan de Hogeschool van Franeker, maar kreeg in mei 1787 zijn ontslag, vanwege zijn lidmaatschap van een exercitiegenootschap. Hij kreeg een aanstelling in Utrecht, toentertijd een democratisch en patriottisch bolwerk. Begin september van dat jaar trachtte Valckenaer tevergeefs een tiental afgescheiden Friese Statenleden onder leiding van Court Lambertus van Beyma te weerhouden een alternatieve Provinciale Staten te Franeker te organiseren. Enkele weken later bij de inval van een sterk Pruisisch leger vluchtte Valckenaer in eerste instantie naar Amsterdam, vervolgens naar Brussel en Sint-Omaars in Noord-Frankrijk. De topstukken zoals Wybo Fijnje, Herman Willem Daendels, Adam Gerard Mappa en Valckenaer woonden tijdelijk in de voormalige Abdij van Waten en vormden een soort commune, dat gezamenlijk een biljart kocht, de kamers restaureerde en eigen groente verbouwde.
Valckenaer en Van Beyma waren onderweg al in de problemen geraakt. Van Beyma had bij zijn vlucht uit Franeker vergeten uiterst belastende documenten mee te nemen, mogelijk omdat niemand wist wie de sleutel in zijn bezit had, zodat een grote groep Friese patriotten kon worden opgesloten in het Blokhuis te Leeuwarden. De beide mannen kregen ook ruzie over de verdeling van de reiskosten. Niettemin organiseerden Van Beyma en Valckenaer de uitkeringen afkomstig van de Franse staat. Een verschil van inzicht tussen Valckenaer en Van Beyma omtrent de te voeren politiek, het opzetten van een werkgelegenheidsproject, een scheepswerf in Grevelingen, de zorgvuldigheid van de administratie en de hoogte van de uitkeringen deed een nog heftiger breuk ontstaan. Er ontstond een verdeling in Valckenaeristen en Beymanisten, die is uitgevochten in pamfletten. De twist bereikte in 1791 een climax. Valckenaer kreeg van Van Beyma geen uitkering. Valckenaer wierf echter de steun van de aristocratische leden van het voormalige politieke establishment en won. In 1792 werd de commune ontbonden en teruggekeerd. Er werd hem geen haar gekrenkt want hij viel onder de amnestieregeling. Valckenaer reisde naar Parijs, in de hoop dat hij daar meer werk kon verrichten in het Bataafs comité revolutionair, samen met Jacob Blauw en Casper Meijer. Zijn huwelijk liep op de klippen en vroeg de nodige zorgen.

## Fluwelen revolutie van 1795
In januari 1795 trokken het Franse leger en het Bataafs Legioen over de Rijn er volgde een fluwelen revolutie. Johan Valckenaar zat nog in Parijs en had zich volgens Willem van Irhoven van Dam opgeworpen als de man die baantjes uitdeelde, wat nogal irritaties opriep bij Van Irhoven. 
Valckenaer aanvaardde in september een hoogleraarschap aan de Universiteit van Leiden. Valckenaer bereidde de stukken voor, voor een veroordeling van de raadspensionaris Laurens Pieter van de Spiegel en de stadhouder. Hij probeerde de krant van zijn neef Johan Luzac over te nemen, en toen dat niet lukte, gaf hij een eigen blaadje uit. Hij nam ontslag, toen hij in 1796 tot lid van de Eerste Nationale Vergadering werd gekozen. Al vrij spoedig was hij van mening dat de revolutie om zeep was gebracht en aanvaardde een gezantschap naar Madrid, in een poging Spanje over te halen de Republiek te steunen tegen Engeland. Valckenaer had veel vijanden en in Parijs kreeg hij te horen dat hij niet langer welkom was en moest de stad binnen 24 uur verlaten.
Teruggekeerd naar Nederland koos hij voor een bestaan als herenboer en hoofdingeland van Rijnland. In 1805 had ook hij contact met Maria Hulshoff. Onder koning Lodewijk Bonaparte werd hij adviseur op financiële terrein. Samuel Iperusz. Wiselius, Willem Bilderdijk en Anton Reinhard Falck kwamen regelmatig langs.
Hij stierf in 1821 op zijn buitenplaats huize Bijweg bij Bennebroek, waar hij gezelschap had van zijn vriend Theodorus van Kooten, die ook met hem naar Spanje was gereisd.